# ويليام سكينر كوبر
ويليام سكينر كوبر (بالإنجليزية: William Skinner Cooper)‏ هو عالم نبات أمريكي، ولد في 25 أغسطس 1884، وتوفي في 8 أكتوبر 1978.